# Rana chaochiaoensis
Rana chaochiaoensis är en groddjursart som beskrevs av Liu 1946. Rana chaochiaoensis ingår i släktet Rana och familjen egentliga grodor. IUCN kategoriserar arten globalt som livskraftig. Inga underarter finns listade i Catalogue of Life.